# مديرية أفلح اليمن

تعديل مصدري - تعديل

مديرية أفلح اليمن إحدى مديريات محافظة حجة في اليمن. بلغ عدد سكانها 54054 نسمة عام 2004. تقع المديرية في وسط محافظة حجة وتضم خمس عزل.

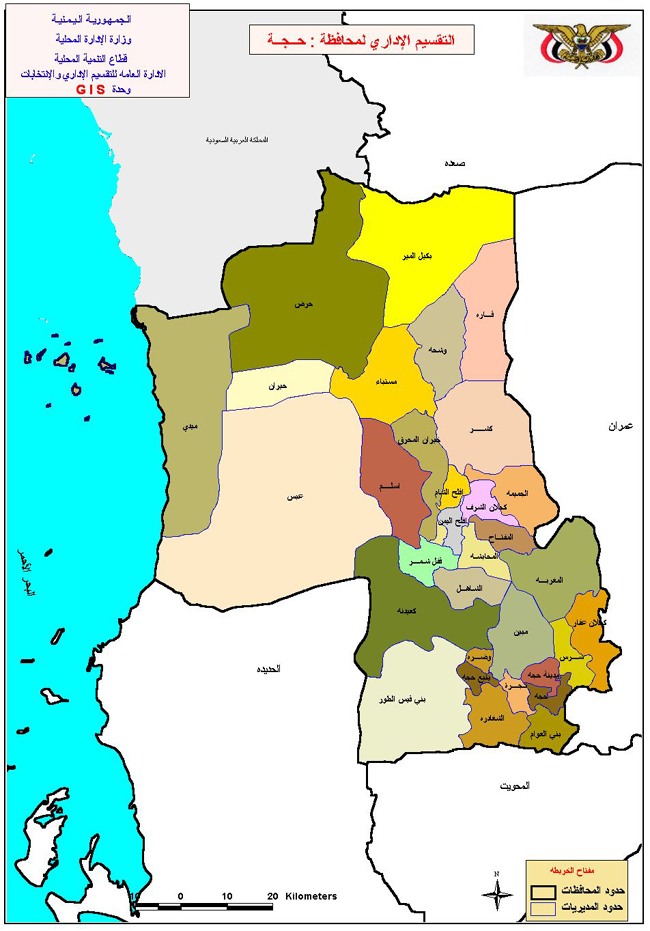
موقع مديرية أفلح اليمن في محافظة حجة